# Sibon ayerbeorum
Sibon ayerbeorum — вид неотруйних змій родини полозових (Colubridae). Описаний у 2019 році.

## Етимологія
Вид названий на честь Сантьяго Аєрбе Гонсалеса та його синів Фернандо та Сантьяго Хосе. Доктор Аєрбе — відомий колумбійський педіатр та токсинолог, який присвятив більшу частину свого життя лікуванню та боротьбі зі змійними укусами, а також зробив внесок у знання рептилій департаменту Каука. Фернандо — відомий орнітолог та науковий ілюстратор, автор книги про птахів Колумбії. Сантьяго Хосе загинув у землетрусі в місті Попаян у березні 1983 року.

## Поширення
Ендемік Колумбії. Відомий лише у типовому місценаходженні — національний парк Мунчике в департаменті Каука на південному захді країни.

## Спосіб життя
Живе у тропічному передгірному дощовому лісі. Активний вночі. У разі небезпеки з анальних залоз виділяє рідину з неприємним запахом.